# Eriophyes macrorhynchus
Espèce
Eriophyes macrorhynchus est un acarien responsable de la formation de galles sur les feuilles de l'érable sycomore.

## Synonyme
- Artacris macrorhynchus